# Двадесет и втора щурмова авиобаза
Двадесет и втора щурмова авиобаза (22 ЩАБ) е военно формирование на българската армия. Базата се намира в източната част на Тракийската низина, в Ямболска област, на 10 km западно от Ямбол и 30 km югоизточно от Сливен, между селата Безмер и Болярско, близо до жп линията София – Бургас. Базата често се нарича по името на близкото село, наименувано в чест на хан Безмер.

## Кратка История
Създадена е през 1993 г. от двадесет и втори изтребителен авиополк и осигуряващи тилови и свързочни поделения от десети смесен авиационен корпус. Три години по-късно е включена в състава на новосъздадения корпус Тактическа авиация като двадесет и втора щурмова авиобаза. От 2001 г. в базата са приети на въоръжение разузнавателни самолети Су-22 м4/ум3 от 26-а авиобаза Добрич и учебно-бойни L-39za от 12-а авиобаза Каменец. От 3 февруари 2004 г. самолетите Су 22м4 са снети от въоръжение. През 2016 г. е завършено модернизирането на базата, което включва удължаване на пистата (от 2500 на 3000 m), построяване на карго терминал и местостоянка за стратегически и транспортни самолети.

## История
На 5 октомври 1951 г., с указ на Президиума на Народното събрание и със заповед на Министъра на народната отбрана на аеродрум Граф Игнатиево се създава ново авиационно поделение – 22 изтребителен авиополк. Личният състав е построен пред 24 бойни реактивни самолети Як-23. На този първи строй е поставена и първата отговорна задача – поделението с целия си личен състав и бойна техника да се пребазира за по-нататъшно изпълнение на ежедневните и бойни задачи на аеродрум Толбухин. Командният състав, отговорен за изпълнението на тази задача, е:
Командир – м-р Тошо Луканов Ангелов
Зам.-командир – к-н Спас Содев
Началник-щаб – лейт. Захари Николов
Зам.-командир – ИАС – к-н Димо Димов
ЗКПЧ – к-н Благой Младенов
Започват дни на усилена подготовка на младия летателен и инженерно-технически състав, току-що завърнали се от Съветския съюз, за пребазиране на новото летище. Авиационната техника още не е опозната и усвоена, както от летателния, така и от техническия състав. И така, пребазирането се извършва на аеродрум Толбухин на 27 ноември 1951 г.
На авиационната част са дадени само две помещения, които са и за канцелария на командира, за секретна секция, и за подслон на целия летателно-технически състав. Няма пишеща машина, а първите заповеди, които сега се съхраняват като реликва в музея на поделението, са писани на ръка. В тези сурови условия край село Безмер, Ямболско започва усилена работа по изграждането на ново летище.
Първият сериозен успех за авиополка е отбелязан още в края на първата година от създаването му. На инспекторската проверка, проведена през октомври 1952 година, личният състав получава оценка „отличен“ по летателна, техническа и обща подготовка. През 1953 година в полка пристигат голяма група летци от випуск 53-ти – випускът на Касабов, Кушев, Черийски, Станчев, Братанов и др. Дълъг е и летателният ден за инструкторите Апостолов, Содев, Цветанов, Върбанов, Рашков, Иринкин и Плачков. Неизменно до тях са авиационните специалисти Мирон Димитров, Цочев, Бейчев, Нушев, Йончев, Атанасов, Петров, Миланов, Ризов. Личният състав има добра подготовка и значително бойно майсторство в изпълнение на задачите в състав на големи групи. Паметна дата в историята на поделението е 16 септември 1953 година, когато с указ на Президиума на Народното събрание №317/26.08.1953 г., на тържествена церемония е връчено бойното знаме от ветерана на авиацията – генерал-полковник Август Кабакчиев.
На 5 април 1955 г. авиополкът се пребазира окончателно на тракийска земя, в Безмер. Същата година през септември пристигат и първите три от очакваните МиГ-15. Годините се нижат – идват нови попълнения летци, инженери и техници, които съвестно работят за недопускане на летателни предпоставки и произшествия.
Пристига ново попълнение летци – випускът на Калчев, Рачев, Янков, Маринов, Иванов, които след едногодишно обучение пълноценно се вливат в бойния строй на поделението.
През септември 1956 г. целият личен състав е строен и поздравен за първи път от Министъра на народната отбрана за високи успехи в бойната подготовка, а на 27 декември получава благодарствено писмо за шест години безаварийна работа.
На 25 юни1957 г. пилотите Илия Кушев (инструктор) и Генчо Минчев (обучаем) след изпълнение на контролен полет със самолет УМиГ-15 се включват в кръга за кацане. Поради заетост на ПИК ръководителят на полетите изпраща пилотите на втори кръг. При обиране на колесника експлодира хидроакумулатора, вследствие на което се скъсва щангата за управление на двигателя. Пилотите вземат решение и кацат в ечемичен блок западно от село Безмер, като преодоляват още една опасност – насрещното високо напрежение. С риск да загубят живота си успяват да приземят самолета.
През 1958 година се извършва превъоръжаване с нова по-съвременна авиационна техника – МиГ-17.
През 1960 година поделението е преименувано в 22 изтребително-бомбардировъчен полк. От 26.09.1961 година е приведен в състава на 10 САК.
През 1963 година полка е абсолютен първенец в бойното използване на самолета, а през 1973 година му е присъдено званието: „Поделие отлични, първенец във войските на ВВС“.
През 1986 година поделението е превъоръжено с нова авиационна техника, самолет Су-25К – един модерен маневрен, надежден и с изключително ефективно въоръжение самолет, предназначен за авиационна поддръжка на Сухопътните войски. На 23.10.1986 г. е проведен първия летателен ден със Су-25К. Първи от поделението лети командира – подполковник Иван Николов Попгеоргиев.
През 1989 година е приет на въоръжение и учебно-бойния самолет Су-25 УБК. От 01.09.1993 година полка е разформирован и се трансформира в авиационна база. Опитът на 22 изтребително бомбардировъчен авиополк и резултатите от успешно проведения експеримент от 01.05.1993 година в първата авиобаза – 25 аб – Чешнегирово послужиха за основа в създаването на подобна структура в българските ВВС.
22 авиационна база участва във всички крупни учения, провеждани в БА на територията и извън нея.
През юли 1998 година, авиобазата за първи път участва в учението „Кооператив Кий-1998“, проведено на територията на Турция, а през 2000 година на територията на Румъния, където ѝ бе дадена висока оценка от ръководството на учението.
На авиационните състезания, проведени във войските на ВВС – „Висини“ (възстановено през 1993 година) екипажите на авиобазата са на първо място (1993, 1994, 1995 и 1997 година).
От редовете на 22 авиобаза е и вторият български космонавт – Александър Александров.

## Командири
- 1. м-р Тошо Луканов Ангелов 1951 – 1954
- 2. м-р Кирил Миланов Апостолов 1954 – 1956
- 3. м-р Ради Димитров Радев 1956 – 1958
- 4. подп. Асен Иванов Горанов 1958 – 1959
- 5. подп. Рашко Недялков Рашков 1959 – 1961
- 6. м-р Йордан Динев Ненов 1961 – 1962
- 7. подп. Христо Иванов Костадинов 1962 – 1965
- 8. Полковник Стоян Христов Петров 1965 – 1969
- 9. Полковник Иван Хараламбиев Бедрозов 1969 – 1973
- 10. Полковник Милан Стоянов Христов 1973 – 1978
- 11. Полковник Димитър Колев Калчев 1978 – 1982
- 12. Полковник Райчо Логинов Логинов 1982 – 1985
- 13. Полковник Иван Николов Попгеоргиев 1985 – 1988
- 14. Полковник Илия Сандев Сандев 1988 – 1990
- 15. Полковник Недко Илязов Пашелиев 1990 – 1995
- 16. Полковник Тодор Илиев Чаушлиев 1995 – 1999
- 17. Полковник (бриг.ген. от 2003) Васил Димитров 1999 – 5 февруари 2008
- 18. Полковник Димитър Данев 2008 – 2015
- 19. Полковник Валентин Иванов 23 ноември 2015 – 2019
- 20. Полковник Милен Димитров от 2019 г.